# Neodistemon
Neodistemon es un género botánico con una especies de plantas de flores perteneciente a la familia Urticaceae.

## Especies seleccionadas
- Neodistemon indicum

## Sinónimo
- Distemon